# Bể thủy sinh

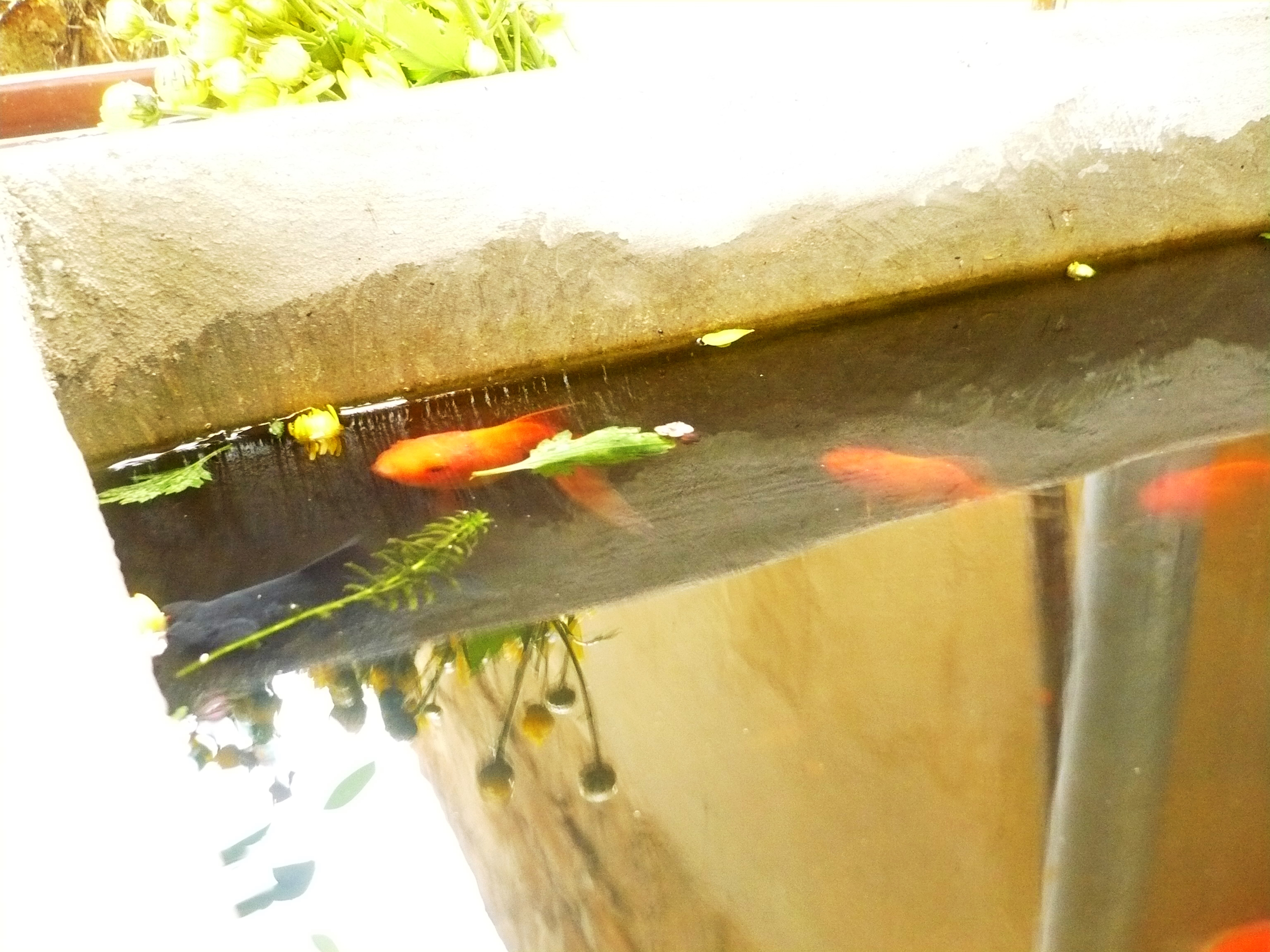
Một bể cá đơn giản

Một hồ thủy sinh nếu không có cá, hồ cá thủy sinh hay hồ cá, bể cá nếu chỉ nuôi cá mà không có cây thủy sinh, còn gọi là "thủy cung" nếu ở kích thước lớn như một hệ thống công trình kiến trúc lớn dùng tham quan hay trưng bày, là nơi mà cá và các động vật sống trong nước được lưu giữ bởi con người. Bể cá có kích thước rất đa dạng, từ một lọ nhỏ, một bể kính, hoặc một tòa nhà lớn với một hoặc nhiều các bể lớn.
Xây dựng và chăm sóc hồ cá là một sở thích phổ biến trên toàn thế giới. Những người nuôi cá có nhiệm vụ chắc chắn rằng cá của họ sống trong bể cá có một môi trường tương tự như môi trường sống tự nhiên như: chăm sóc chất lượng nước,chất lượng ánh sáng, thức ăn...Thủy cung - những bể cá lớn, công cộng - là các địa điểm du lịch thu hút du khách phổ biến. Ngoài việc trưng bày các loại cá và động thực vật thủy sinh ở quy mô lớn, chúng còn có chức năng bảo tồn các loài gần tuyệt chủng. Các thủy cung nổi tiếng trên thế giới có thể kể tới: Thủy cung Sydney (Úc); thủy cung vịnh Monterrey (Hoa Kỳ), thủy cung Ōsaka (Nhật Bản),...

## Các thiết bị của hồ cá

### Máy lọc

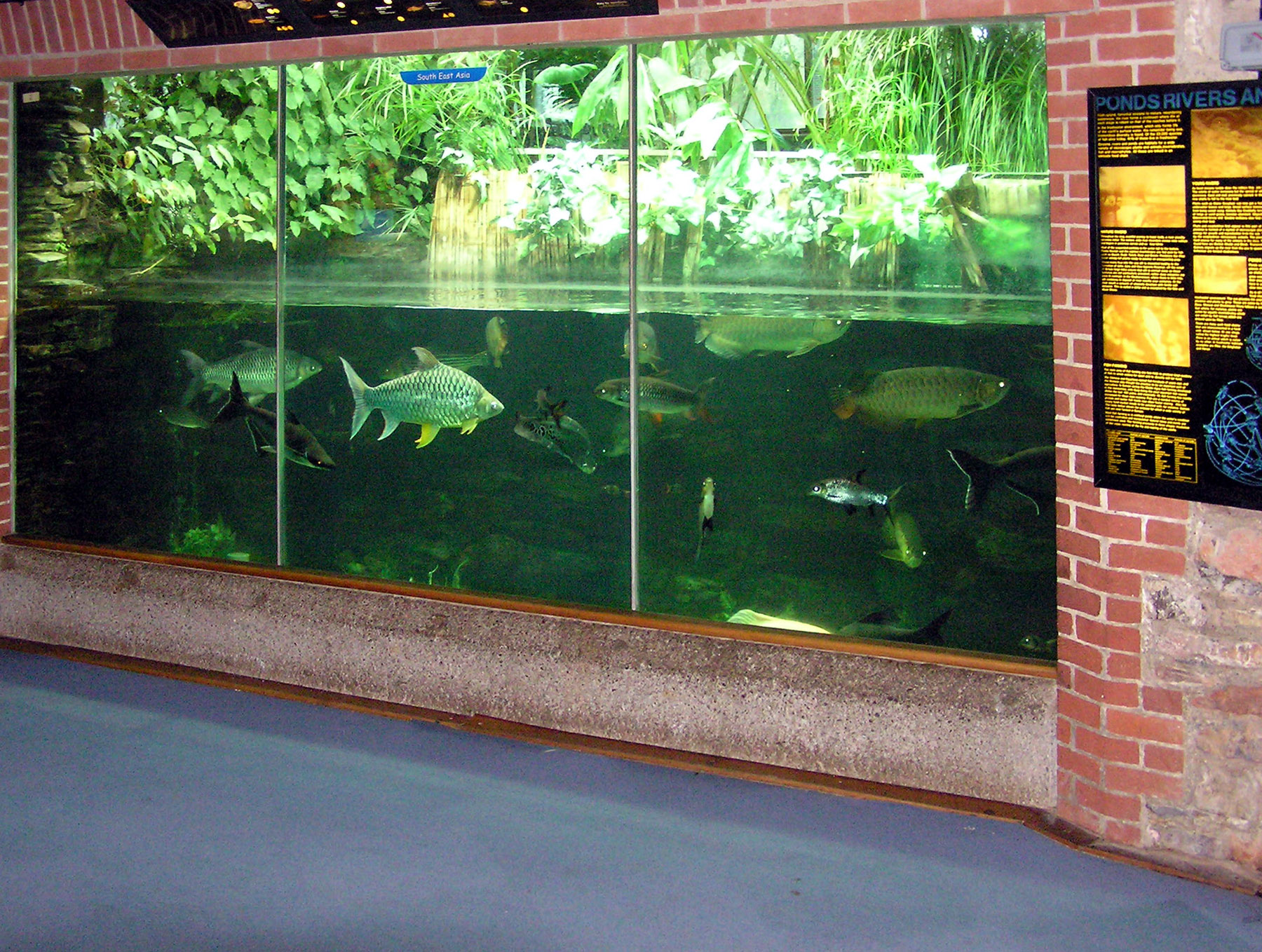
Một bể nuôi cá công cộng tại Bristol, Anh

Mô tả dòng nước chảy trong lọc ngoài của hồ cá

Trong hồ có nhiều loại động vật thủy sinh sinh sống. Mỗi ngày chúng ăn và thải ra nhiều chất thải. Chất thải này nếu không được xử lý hay xử lý không đúng cách sẽ làm ảnh hưởng đến môi trường và hệ sinh thái trong hồ. Thậm chí nó sẽ tác động trực tiếp đến sức khỏe của cây và thủy sinh vật. Để xử lý những chất thải này, thay nước cũng là 1 biện pháp để giảm thiểu lượng chất thải.
Nhưng thay nước nhiều hay thường xuyên cũng không phải việc làm có lợi cho hồ thủy sinh (việc thay nước chỉ nên thay mỗi tuần 1-2 lần). Để đạt được hiệu quả cao trong việc xử lý chất thải trong hồ thủy sinh, lọc nước sẽ đóng vai trò này. Máy lọc không chỉ lọc chất thải của động vật thủy sinh mà còn những chất lơ lửng trong nước, thức ăn và các phần cây cối còn lại cũng như các chất hòa tan trong nước. 
Máy lọc gồm có những dòng sau: Lọc treo, Lọc thùng, lọc tràn trên, lọc tràn dưới, lọc dàn mưa...
Máy lọc sử dụng các thành phần như: Bông lọc, vật liệu lọc thủy sinh, vật liệu lọc hóa học được nhiều hãng lớn trên thế giới sản xuất giúp nuôi dưỡng các vi sinh vật có lợi tồn tại và phát triển trong máy lọc, từ đó có thể làm sạch bụi bẩn cũng như xử lý chất độc hại tồn tại trong nước của hồ thủy sinh nhằm đảm bảo chất lương môi trường nước trong hồ.

### Đèn
Ánh sáng là yếu tố quan trọng đối với sự phát triển của cây thủy sinh. Vì các loại thực vật đều cần ánh sáng cho quá trình quang hợp (Photosynthesis), kết hợp với carbon dioxide tạo thành Glucose làm thức ăn cung cấp cho quá trình hô hấp. Hai loại đèn thông dụng là đèn LED và đèn neon. Đèn neon giá rẻ, độ sáng cao, có thể phát tán đều ra khắp đáy hồ. Sức nóng yếu hơn và quan trọng là có thể đáp ứng như cầu về màu sắc của hồ cây thủy sinh, nhất là loại cây màu đỏ. Điểm yếu là đối với loại hồ sâu hơn 50 cm. LED (Light Emitting Diode) là loại đèn có khả năng phát ra ánh sáng hay tia hồng ngoại, tử ngoại... Là loại đèn có thể có ánh sáng trắng hoặc ánh sáng được tạo ra từ các bóng RGB. Dòng đèn LED giúp cây thủy sinh phát triển cực nhanh và điểm mạnh là tăng màu sắc cho cả cây thủy sinh và cá cảnh. Tuổi thọ cao, có thể sử dụng được với loại hồ open Top. Điểm yếu là sức nóng từ đèn.